# 茨城交通日立南営業所
茨城交通日立南営業所（いばらきこうつうひたちみなみえいぎょうしょ）は、茨城県日立市留町に位置する茨城交通の営業所。
2019年（平成31年）4月30日までは日立電鉄交通サービスの営業所であった。

## 沿革
- 2019年（令和元年）5月1日 - 茨城交通が日立電鉄交通サービスを吸収合併。茨城交通日立南営業所となる。
- 2020年（令和2年）4月1日
  - 大甕駅東口発着便のうち、大甕工場方面行きを中心とする一部系統を除き大半の便を大甕駅西口発着に変更[1]。
- 2022年（令和4年）4月1日
  - 分庁舎前停留所が「ここキララ前」に改称[2]するのに合わせて8庁系統を8こ系統に変更。
  - 10系統（塙山団地〜多賀駅〜多賀総合病院線）、31系統（多賀駅〜塙山団地線）を多賀駅〜塙山団地間の運行に変更。多賀総合病院停留所は廃止[3]。あわせて10系統を31系統に統合。
- 2023年（令和5年）4月1日 - 18系統・38系統（みかの原団地非経由便）の運行廃止。57系統の運行開始[4]。
- 2023年（令和5年）9月1日 - 38系統の大甕駅東口行きが廃止（金沢団地行きは存続）。[5]
- 2024年（令和6年）4月1日 - 22系統の区間便・37系統・38系統・91系統・92系統を廃止（詳細後述）。95系統（日立南営業所～坂本東小学校～大甕駅西口）を新設[6]。

## 現行路線

### 一般路線

#### 常陸多賀駅・日立駅発着
- 3[中央線]：日立駅中央口 - 日製山側門 - 運動公園前 - 茨大前[7] - 工場入口 - 多賀駅前
- 4[中央線]：日立駅中央口 - 日製山側門 - 運動公園前 - 茨大前 - 工場入口 - 多賀駅前 - 多賀市民プラザ - （平和台） - 小咲台団地 - 平和台霊園
  - 日立駅中央口－多賀駅間の区間便や、平和台を経由しない便もある。
- 4[中央線]：日立駅中央口 - 日製山側門 - 運動公園前 - 茨大前 - ケーズデンキ - 多賀駅前 - 多賀市民プラザ - 平和台 - 小咲台団地 - （潮見台団地） - 平和台霊園
- 4省[中央線]：平和台霊園 → 小咲台団地 → 多賀市民プラザ → 多賀駅前 → 多賀中学校前 → 茨大前 → 運動公園前 → 省線門 → 日立駅中央口
  - 多賀駅止まりの区間便や、平和台を経由しない便もある。
  - 4系統は神峰営業所との共管であったが、2024年4月で共管を廃止し日立南営業所のみの管轄となった。
- 6：日立駅中央口 - 銀行前 - 兎平 - 油縄子仲町 - 諏訪 - 多賀駅前
- 19：日立駅中央口 - 銀行前 - 兎平 - 油縄子仲町 - 諏訪 - 多賀駅前 - 多賀市民プラザ - 金沢 - 下根道 - 金沢団地 - 台原団地 - 下台原 - みかの原団地	
  - 下台原発着の区間便が運行の中心で、みかの原団地乗り入れは一日数本のみ。
- 22：日立駅中央口 - 銀行前 - 兎平 - 油縄子仲町 - 諏訪 - 多賀駅前 - 多賀市民プラザ - 金沢 - 森山 - シオン学園入口 - 大甕駅西口（学園前）
- 26：日立駅中央口 - 銀行前 - 兎平 - 油縄子仲町 - 諏訪 - 多賀駅前 - 多賀市民プラザ - 金沢 - 森山 - 石名坂 - 回春荘入口 - 大甕駅西口（学園前）
- 28：多賀駅前 - 多賀市民プラザ - 中丸町一丁目 - 中丸団地
- 31：多賀駅前 - 多賀市民プラザ - 塙山 - 塙山交流センター - 塙山団地[8]
- 34：堂平団地 - 青葉台団地 - 日専校前 - 諏訪 - 多賀駅前
- 41省：多賀駅前 → 多賀市民プラザ → 諏訪 → 油縄子仲町 → 兎平 → 省線門 → 日立駅中央口
- 60：日立駅中央口 - 銀行前 - 神峰公園口 - 武道館前 - 大雄院事務所前 - 日鉱記念館前 - 入四間宿 - 東河内（ひがしごうど）

#### 大甕駅発着
- 8：馬場八幡前 - 内堀町 - 常陸太田駅 - 大橋 - 南高野団地 - 久慈浜郵便局入口 - 大甕駅西口（学園前）
  - 常陸太田駅発着の区間便もある。
- 8こ：馬場八幡前 - 生涯学習センター入口 - ここキララ前 - 常陸太田駅 - 大橋 - 南高野団地 - 久慈浜郵便局入口 - 大甕駅西口（学園前）
- 8西山：馬場八幡前 - 一高前 - 太田西山高校前 - 常陸太田駅 - 大橋 - 南高野団地 - 久慈浜郵便局入口 - 大甕駅西口（学園前）
- 56：金沢団地 → 台原団地 → 下台原 → シオン学園入口 → 大甕駅東口 → 臨海工場前 → 大甕工場前
  - 金沢団地→大甕駅東口終点の区間便もある。逆方向便は57系統にて運行。
- 57：大甕工場前 → 臨海工場前 → 大甕駅東口 → シオン学園入口 → 下台原 → 台原団地 → 金沢団地 → 下根道 → 金畑団地[4][9]
- 59：金沢団地 → 下根道 → 金畑団地 → シオン学園入口 → 大甕駅東口 → 臨海工場前 → 大甕工場前
  - 逆方向便は57系統にて運行。
- 90：馬場八幡前 - 内堀町 - 常陸太田駅 - ここキララ前 - はたそめ入口 - 東真弓 - 南高野団地 - 南部支所前 - 大甕駅西口（学園前）
- 91：日立南営業所前 - カインズホーム前 - 南部支所前 - 大甕駅西口（学園前）
- 94：馬場八幡前 - 内堀町 - 常陸太田駅 - ここキララ前 - はたそめ入口 - 真弓ヶ丘 - 南高野団地 - 南部支所前 - 大甕駅西口（学園前） - 臨海工場前 - 大甕工場前
  - 馬場八幡前－大甕駅西口間、真弓ヶ丘－大甕工場前間を運行する区間便もある。
- 95：日立南営業所前 → 新田中内 → 下土木内町 → 坂本東小学校 → 大甕駅西口（学園前）
- 95：大甕駅西口（学園前） → 坂本東小学校 → 新田中内 → 下土木内町 → 日立南営業所前
  - 日立南営業所～坂本東小学校間の区間便もある。
- 96：大甕駅東口 → 臨海工場前 → 大甕工場前
  - 大甕工場から大甕駅東口に戻る便は2020年4月に96系統としては廃止。57系統・94系統など大甕駅から各方面へ直通する便及び下記の96循環系統が引き続き運行。
- 96循環：大甕駅東口 - 臨海工場前 - 大甕工場前 - 翔洋学園高校前 - 大甕駅東口
  - 2020年4月運行開始。朝時間帯は臨海工場前先回り、夕方は翔洋学園高校前先回りで運行する循環路線。
- 97：大甕駅西口（学園前） - 回春荘入口 - 日立研究所入口 - 日研中央

#### ひたちBRT
詳細は「ひたちBRT」の当該項を参照。

### 高速路線

#### 高萩・日立 - 東京線（ひたち号）
- ひたち号：高萩駅・国民宿舎鵜の岬・神峰営業所・日立駅前・常陸多賀駅 - 東京駅
  - JRバス関東との共同運行[10]。

#### 成田空港線
- ローズライナー：日立駅中央口・新田中内・東海駅東口・勝田営業所・勝田駅西口・水戸駅南口・水戸大洗IC・新鉾田駅・水郷潮来バスターミナル - 成田空港
  - 勝田営業所、神峰営業所、千葉交通（成田営業所）との共同運行[11]。

## 廃止路線

### 一般路線

#### 2023年3月末限りで廃止
- 10：塙山団地中 - 塙山交流センター - 塙山 - 多賀市民プラザ - 多賀駅前 - 多賀総合病院
  - 多賀総合病院 - 多賀駅間の運行を廃止し、31系統に統合。

- 18：日立駅中央口 - 省線門 - 鮎川 - 多賀国分工場前 - 多賀駅前 - 多賀市民プラザ - 金沢 - 変電所前 - 日研入口 - 日研中央
- 38：金沢団地 - 台原団地 - 下台原 - 水木 - 水木西台 - 大甕駅東口
  - みかの原団地を経由しない便のみ廃止。

#### 2023年8月末限りで廃止
- 38：大甕駅東口 ← 翔洋学園高校前 ← 水木 ← みかの原団地 ← 下台原 ← 台原団地 ← 金沢団地
  - 金沢団地方面行きは継続して運行。

#### 2024年3月末限りで廃止
- 22：多賀駅前 - 多賀市民プラザ - 金沢 - 森山 - シオン学園入口 - 大甕駅西口（学園前）
  - 多賀駅～大甕駅の区間便のみ廃止。日立駅～大甕駅の便は運行継続。
- 37：金沢団地 - 台原団地 - 下台原 - 水木 - 大沼社宅 - 塙山 - 多賀市民プラザ - 多賀駅前
- 38：大甕駅東口 → 翔洋学園高校前 → 水木 → みかの原団地 → 下台原 → 台原団地 → 金沢団地
- 91：聖麗メモリアル病院 - 日立南営業所前 - カインズホーム前 - 南部支所前 - 大甕駅西口（学園前）
  - 大甕駅西口〜日立南営業所間の区間便は運行継続。
- 92：日立南交流センター - 日立南営業所前 - カインズホーム前 - 久慈浜郵便局前 - おさかなセンター - 久慈小学校前 - 大甕駅西口（学園前）
  - 早朝夜間便はおさかなセンターを経由しないルートであった。

## 所属車両

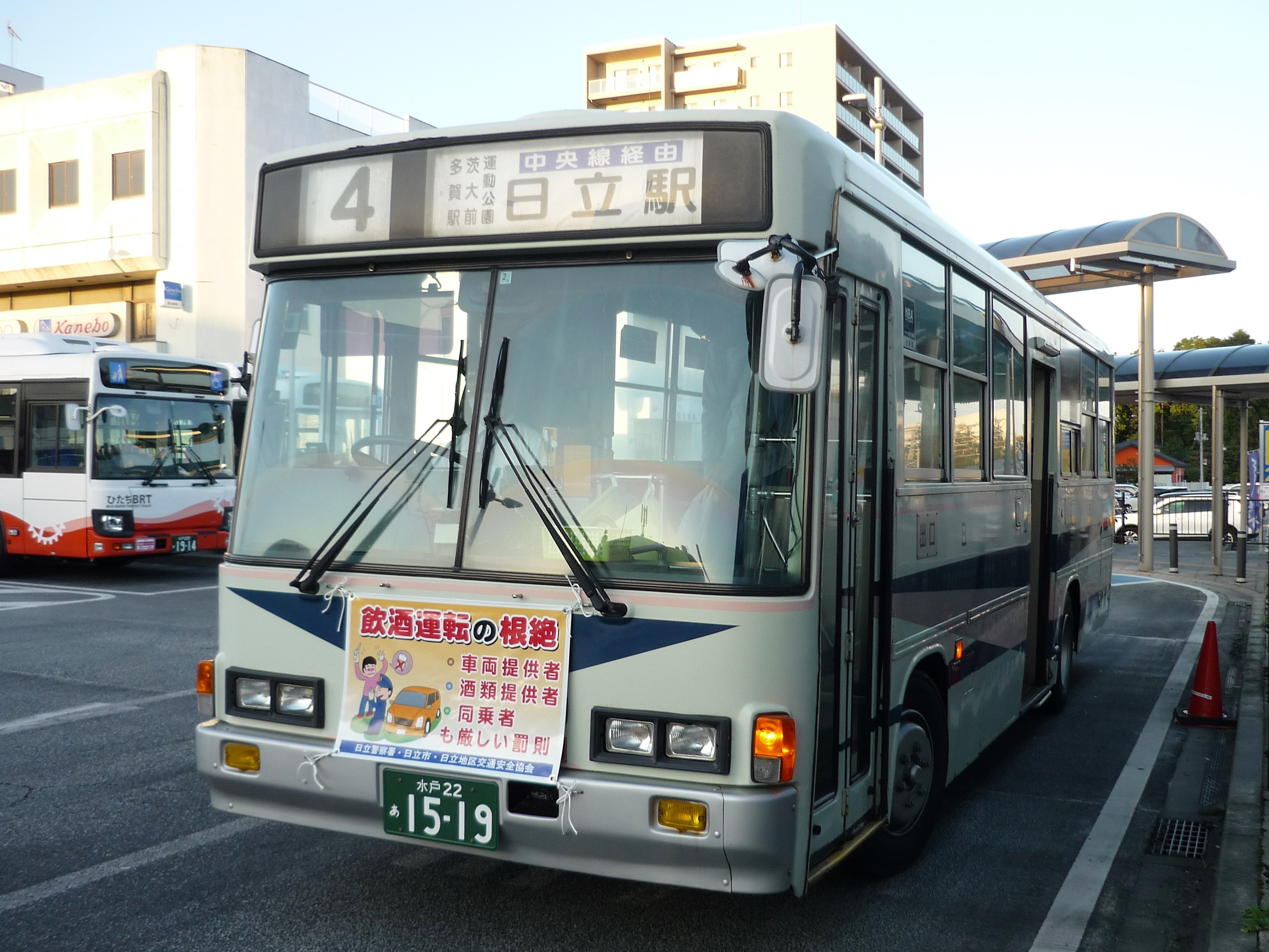
旧塗装車

2019年（平成31年）まで日立電鉄交通サービスの営業所だったため、一般乗合車両は同社から転籍した車両が引き続き使用されている。日立電鉄の旧塗装（幾何学模様）車は2020年（令和2年）2月現在、残り2台となっている。また当営業所に配置されている貸切車両の中には茨城交通塗装の車両も存在する。
ひたちBRT専用車としては日野･ブルーリボンのハイブリッド車が配置されている。